# 쓰지도역
쓰지도역(일본어: 辻堂駅, つじどうえき)은 일본 가나가와현 후지사와시에 있는 동일본 여객철도의 철도역이다.

## 역 구조
섬식 승강장 1면 2선 형태의 지상역이며, 교상역사가 있다.

### 승강장
| 1 | ■ 도카이도 선      | 히라쓰카 · 오다와라 · 아타미 방면 |
| 2 | ■ 도카이도 선      | 요코하마 · 시나가와 · 도쿄 방면   |
| 2 | ■ 쇼난 신주쿠 라인 | 시부야 · 신주쿠 · 오미야 방면     |

## 역 주변
- 쇼난 공과 대학

## 역사
- 1913년 - 일본국유철도의 쓰지도 신호장으로서 개업.
- 1916년 12월 1일 - 일반역으로 승격.
- 1923년 9월 1일 - 간토 대지진으로 역사가 무너졌다.
- 1987년 4월 1일 - 일본국유철도 분할 민영화에 따라 동일본 여객철도가 계승.
- 2001년 11월 18일 - 스이카 사용 개시.

## 인접역
| 동일본 여객철도 도카이도 본선           | 동일본 여객철도 도카이도 본선 | 동일본 여객철도 도카이도 본선 |
| --------------------------------------- | ----------------------------- | ----------------------------- |
| JT 08 후지사와 구로이소 · 다카사키 방면 | 도카이도 선 보통              | JT 10 지가사키 아타미 방면    |